# Яблоновка (Емильчинский район)
Яблоновка (укр. Яблунівка) — село на Украине, находится в Емильчинском районе Житомирской области.
Код КОАТУУ — 1821786002. Население по переписи 2001 года составляет 465 человек. Почтовый индекс — 11244. Телефонный код — 4149. Занимает площадь 3,013 км².

## Адрес местного совета
11244, Житомирская область, Емильчинский р-н, с.Сербо-Слободка